# Miroslav Singer
Miroslav Singer (Csehszlovákia, Prága, 1968. május 14. –) cseh közgazdász, a Cseh Nemzeti Bank elnöke.

## Pályafutása
Főiskolai végzettségét a Prágai Közgazdasági Egyetemen szerezte meg. A Pittsburghi Egyetemen doktorált. 2005-ben a Cseh Nemzeti Bank alelnökévé, 2010-ben elnökévé nevezték ki.

## Fordítás
- Ez a szócikk részben vagy egészben a Miroslav Singer című cseh Wikipédia-szócikk fordításán alapul.  Az eredeti cikk szerkesztőit annak laptörténete sorolja fel. Ez a jelzés csupán a megfogalmazás eredetét és a szerzői jogokat jelzi, nem szolgál a cikkben szereplő információk forrásmegjelöléseként.